# Saskatoon
Saskatoon este un oraș situat pe cursul lui South Saskatchewan River, în sudul provinciei Saskatchewan din Canada. Orașul se întinde pe suprafața de 144 km² și are în anul 2006 ca. 202.340 loc. fiind considerat după numărul populației pe locul 17 în Canada. Pe teritoriul metropolei se află 7 poduri, două din ele fiind poduri de cale ferată. Acest fapt a cauzat denumirea orașului ca "Orașul podurilor". În Saskatoon se află o universitate unde, la nivelul anului 2003, studiau 19.469 de studenți.

## Date demografice
Evoluția numărului de locuitori
- 2002: 199.669 (231.487)
- 2003: 202.564 (232.273)
- 2004: 205.600 (233.671)
- 2005: 205.900 (235.242)
- 2006: 207.200 (236.797)

## Climă
| Date climatice pentru Saskatoon (temp. 1981–2010) | Date climatice pentru Saskatoon (temp. 1981–2010) | Date climatice pentru Saskatoon (temp. 1981–2010) | Date climatice pentru Saskatoon (temp. 1981–2010) | Date climatice pentru Saskatoon (temp. 1981–2010) | Date climatice pentru Saskatoon (temp. 1981–2010) | Date climatice pentru Saskatoon (temp. 1981–2010) | Date climatice pentru Saskatoon (temp. 1981–2010) | Date climatice pentru Saskatoon (temp. 1981–2010) | Date climatice pentru Saskatoon (temp. 1981–2010) | Date climatice pentru Saskatoon (temp. 1981–2010) | Date climatice pentru Saskatoon (temp. 1981–2010) | Date climatice pentru Saskatoon (temp. 1981–2010) | Date climatice pentru Saskatoon (temp. 1981–2010) |
| Luna                                              | Ian                                               | Feb                                               | Mar                                               | Apr                                               | Mai                                               | Iun                                               | Iul                                               | Aug                                               | Sep                                               | Oct                                               | Nov                                               | Dec                                               | Anual                                             |
| ------------------------------------------------- | ------------------------------------------------- | ------------------------------------------------- | ------------------------------------------------- | ------------------------------------------------- | ------------------------------------------------- | ------------------------------------------------- | ------------------------------------------------- | ------------------------------------------------- | ------------------------------------------------- | ------------------------------------------------- | ------------------------------------------------- | ------------------------------------------------- | ------------------------------------------------- |
| Maxima medie °C (°F)                              | −10.1 (13,8)                                      | −7.2 (19)                                         | −0.3 (31,5)                                       | 11.2 (52,2)                                       | 18.2 (64,8)                                       | 22.4 (72,3)                                       | 25.3 (77,5)                                       | 24.9 (76,8)                                       | 18.3 (64,9)                                       | 10.2 (50,4)                                       | −1.2 (29,8)                                       | −8 (18)                                           | 8,6 (47,5)                                        |
| Media zilnică °C (°F)                             | −15.5 (4,1)                                       | −12.5 (9,5)                                       | −5.4 (22,3)                                       | 4.7 (40,5)                                        | 11.2 (52,2)                                       | 15.8 (60,4)                                       | 18.5 (65,3)                                       | 17.6 (63,7)                                       | 11.4 (52,5)                                       | 4.0 (39,2)                                        | −6 (21)                                           | −13.2 (8,2)                                       | 2,6 (36,7)                                        |
| Minima medie °C (°F)                              | −20.7 (−5.3)                                      | −17.8 (0)                                         | −10.5 (13,1)                                      | −1.9 (28,6)                                       | 4.1 (39,4)                                        | 9.2 (48,6)                                        | 11.6 (52,9)                                       | 10.3 (50,5)                                       | 4.5 (40,1)                                        | −2.3 (27,9)                                       | −10.7 (12,7)                                      | −18.3 (−0.9)                                      | −3,5 (25,7)                                       |
| Minima istorică °C (°F)                           | −48.9 (−56.0)                                     | −50 (−58)                                         | −43.3 (−45.9)                                     | −28.3 (−18.9)                                     | −12.8 (9)                                         | −3.3 (26,1)                                       | −0.6 (30,9)                                       | −2.8 (27)                                         | −11.1 (12)                                        | −25.6 (−14.1)                                     | −39.4 (−38.9)                                     | −43.9 (−47.0)                                     | −50 (−58)                                         |
| Indice de răcire eoliană                          | −60.9                                             | −59                                               | −50.1                                             | −38.3                                             | −16.2                                             | −7.7                                              | 0.0                                               | −4.8                                              | −14.5                                             | −33.4                                             | −46.4                                             | −57.6                                             | −60,9                                             |
| Precipitații mm (inches)                          | 14.8 (0.583)                                      | 8.8 (0.346)                                       | 15.6 (0.614)                                      | 22.7 (0.894)                                      | 43.0 (1.693)                                      | 65.8 (2.591)                                      | 60.3 (2.374)                                      | 42.6 (1.677)                                      | 35.4 (1.394)                                      | 18.8 (0.74)                                       | 13.0 (0.512)                                      | 12.9 (0.508)                                      | 353,7 (13,925)                                    |
| Ploaie mm (inches)                                | 0.9 (0.035)                                       | 0.6 (0.024)                                       | 3.3 (0.13)                                        | 15.5 (0.61)                                       | 40.2 (1.583)                                      | 65.8 (2.591)                                      | 60.3 (2.374)                                      | 42.6 (1.677)                                      | 34.1 (1.343)                                      | 10.6 (0.417)                                      | 1.7 (0.067)                                       | 1.1 (0.043)                                       | 276,7 (10,894)                                    |
| Zăpadă cm (inches)                                | 17.5 (6.89)                                       | 10.2 (4.02)                                       | 14.6 (5.75)                                       | 8.0 (3.15)                                        | 2.3 (0.91)                                        | 0.0 (0)                                           | 0.0 (0)                                           | 0.0 (0)                                           | 1.2 (0.47)                                        | 8.3 (3.27)                                        | 13.4 (5.28)                                       | 15.9 (6.26)                                       | 91,3 (35,94)                                      |
| Umiditate [%]                                     | 73.7                                              | 73.8                                              | 68.4                                              | 47.0                                              | 42.3                                              | 48.9                                              | 50.6                                              | 47.0                                              | 48.0                                              | 53.6                                              | 69.5                                              | 73.7                                              | 58,0                                              |
| Nr. de zile cu precipitații (≥ 0.2 mm)            | 10.3                                              | 7.1                                               | 8.2                                               | 8.3                                               | 9.5                                               | 12.1                                              | 11.2                                              | 9.4                                               | 8.4                                               | 7.4                                               | 8.0                                               | 9.7                                               | 109,7                                             |
| Nr. mediu de zile ploioase (≥ 0.2 mm)             | 0.74                                              | 0.56                                              | 1.9                                               | 5.9                                               | 9.2                                               | 12.1                                              | 11.2                                              | 9.4                                               | 8.1                                               | 5.3                                               | 1.3                                               | 1.0                                               | 66,7                                              |
| Nr. mediu de zile cu ninsoare (≥ 0.2 cm)          | 11.7                                              | 8.4                                               | 8.0                                               | 3.7                                               | 0.78                                              | 0.0                                               | 0.0                                               | 0.0                                               | 0.56                                              | 3.0                                               | 8.5                                               | 10.9                                              | 55,4                                              |
| Ore însorite                                      | 106.2                                             | 131.1                                             | 173.1                                             | 222.0                                             | 263.0                                             | 266.8                                             | 308.8                                             | 269.6                                             | 192.5                                             | 157.0                                             | 91.3                                              | 86.5                                              | 2.267,8                                           |
| Sursă: Environment Canada                         |                                                   |                                                   |                                                   |                                                   |                                                   |                                                   |                                                   |                                                   |                                                   |                                                   |                                                   |                                                   |                                                   |

## Personalități marcante
- Lista cu personalitățile din Saskatoon

## Legături externe

Diagrama climei din Saskatchewan